# Nils Stiernsköld

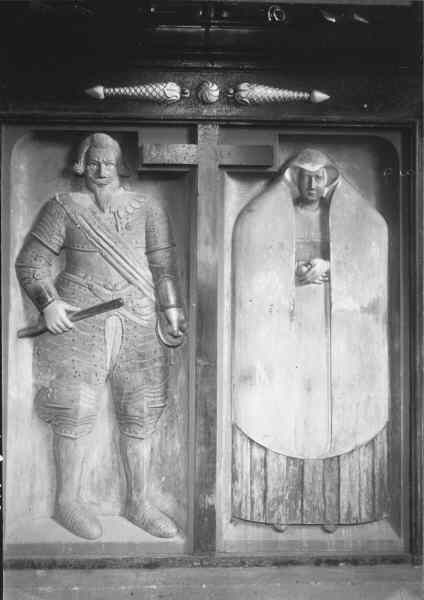
Gravmonument över Nils Stiernsköld och hans hustru Magdalena Stackelberg i det Stiernskiöldska gravkoret i Gillberga kyrka i Södermanland.

Nils Stiernsköld, född 12 juni 1583, död 18 november 1627 (stupad), var en svensk militär, riksråd och amiral. Han var son till Göran Claesson Stiernsköld och far till Claes Stiernsköld.

## Biografi
Tillsammans med sin far fördes han år 1598 som fånge till Polen, men återfick snart friheten och deltog som hertig Karls page i kriget i Livland åren 1600–1601. Efter att sedan ha tjänat under Morits av Oranien och i den kejserliga hären kämpat mot turkarna återkom han till Sverige och deltog i Karl IX:s livländska fälttåg år 1605. 1608 blev han ståthållare på Dünamünde, som han under ett år försvarade mot polackerna. År 1610 deltog han i det ryska kriget varvid han skadades svårt och blev beroende av kryckor under tre år. Trots detta deltog han i kriget mot Danmark, vilket började år 1611. I slutet av det året fick han ansvaret för försvaret av Ryssby skans. 1612 blev han befälhavare över armén i Småland. 1613 blev han ståthållare på Jönköpings slott och överste för armén i Västergötland, Småland och Öland. Dessa befattningar innehade han fram till 1617 då han blev riksråd.
Samma år åkte han först till Nederländerna för att rekrytera folk till fälttåget i Livland. När han senare landsteg i Livland intog Pernau och blev dess ståthållare. 1619 återkom han till Sverige och utsågs till generalståthållare på Älvsborg, generallandsherre i Västergötland och Dalsland samt krigsöverste i Västergötland. Dessa ämbeten innehade han till år 1625, då han av okänd anledning föll i onåd hos kungen och flydde till Holland. Författaren Gunnar Wetterberg nämner att rykten om Stiernsköld, som till det yttre liknade kungen, cirkulerat om att hösten 1624 så hade Stiernsköld lockat en kvinna till älskog, delvis genom att låtsas han var kungen själv. Ett halvår senare nåddes kungen av dessa rykten och Stiernsköld blev beordrad till Stockholm. Stiernsköld flydde till Nederländerna och senare England. Han återvände dock hem och försonades med Gustav II Adolf i januari 1626.
Samma år blev han ståthållare över Dorpat och dess län och 1627 utsågs han till ståthållare i Pillau. Därifrån förflyttades han och utnämndes till amiral över en svensk flotta utanför Danzig. Vid slaget på Danzigs redd den 18 november 1627 blev han svårt sårad och hans arm var tvungen att bli amputerad. Han avled strax efteråt. Hans lik lämnades tillbaka till Sverige först i juli 1628. 
Nils Stiernsköld gifte sig 12 april 1607 i Reval med Magdalena Stackelberg, död 4 april 1637 och begraven samma år den 20 augusti i Stiernsköldska graven i Gillberga kyrka. I kyrkan finns deras bilder i kroppsstorlek, huggna i svart och vit marmor, uppställda i två nischer. Hustrun var dotter till lantrådet i Livland Johan Reinholdsson Stackelberg och Magdalena Volmarsdotter Brakel samt sonsons dotter till Peter Stackelberg, som blev stamfader för friherrliga ätten Stackelberg och grevliga ätten Stackelberg. Deras son Claes Stiernsköld (1617-1676) var friherre (1651), ämbetsman, landshövding, riksråd, och militär. 
Under amiralen Nils Göransson Stiernsköld (1583-1627), introducerades ätten i den så kallade "riddarklassen" på det nyinrättade Riddarhuset 1625. Gillberga kyrka i Södermanland tillbyggdes år 1671 med det Stiernskiöldska gravkoret vid korets sydsida. Det nuvarande tresidiga korpartiet byggdes 1859 efter ritningar av arkitekt Johan Fredrik Åbom. Gillberga kyrka i Södermanland uppfördes som en stenkyrka vid 1100-talets slut och ligger i Eskilstuna kommun, den är församlingskyrka i Västra Rekarne församling i Strängnäs stift.